# 大江石
大江石（おおえせき、 Oyelite）は、1984年に発表された日本産新鉱物で、岡山大学の鉱物学者草地功などにより、岡山県高梁市の布賀地域（地図 - Google マップ）で、スパー石スカルンを切る細脈中に発見された。化学組成はCa10B2Si8O29・12.5H2Oで、斜方晶系。岡山大学の鉱物学者であった大江二郎の業績をたたえて命名された。